# Phytoliriomyza mucarensis
Phytoliriomyza mucarensis är en tvåvingeart som beskrevs av Spencer 1982. Phytoliriomyza mucarensis ingår i släktet Phytoliriomyza och familjen minerarflugor. Inga underarter finns listade i Catalogue of Life.